# Jacek z Gołąbków Jezierski
Jacek z Gołąbków Jezierski herbu Prus (zm. w 1778) – chorąży łukowski w latach 1770-1778, podczaszy łukowski w latach 1759-1770, łowczy łukowski w latach 1756-1759, cześnik gostyniński.

## Życiorys
Poseł na sejm 1758 roku z województwa lubelskiego.